# Équipe d'Algérie masculine de handball au Championnat du monde 1974
Cet article relate le parcours de l'Équipe d'Algérie masculine de handball lors du championnat du monde 1974, organisé en Allemagne de l'Ouest du 28 février au 10 mars 1974. Il s'agit de la 1re participation de l'Algérie à un championnat du monde. 
L'Algérie s'incline lors des trois matchs de son groupe et termine à la 15e place sur 16 participants.

## Qualifications
L'Algérie s'est qualifiée après avoir remporté un tournoi de qualification africain disputé du 7 au 9 décembre 1973 à Alger (salle de l'Onafex) :
- 8 décembre 1973,  Algérie bat  Tunisie 14-09
- 9 décembre 1973,  Algérie bat  Guinée 34-07
- 10 décembre 1973,  Tunisie bat  Guinée 40-13 ou 41-15

## Résultats
L'Algérie perd ses trois matchs du tour préliminaire et est ainsi éliminée :
- 28 février 1974 à Halle-sur-Saale : Hongrie bat Algérie 30 à 10 (mi-temps 12-5)
- 1er mars 1974 à Magdebourg : Yougoslavie bat Algérie 35 à 12 (mi-temps 17-7)
- 3 mars 1974 à Dessau : Bulgarie bat Algérie 23 à 16 (mi-temps 10-9)

|   | Équipe      | Pts | J | G | N | P | Bp | Bc | Diff |
| - | ----------- | --- | - | - | - | - | -- | -- | ---- |
| 1 | Yougoslavie | 6   | 3 | 3 | 0 | 0 | 81 | 47 | 34   |
| 2 | Hongrie     | 4   | 3 | 2 | 0 | 1 | 67 | 46 | 21   |
| 3 | Bulgarie    | 2   | 3 | 1 | 0 | 2 | 55 | 60 | -5   |
| 4 | Algérie     | 0   | 3 | 0 | 0 | 3 | 38 | 88 | -50  |

## Effectif
L'effectif de l'Algérie était
- Zoheir Negli (USM Annaba)
- Fayçal Hachemi (Nadit Alger)
- Ahmed Farfar (USM Annaba)
- Driss Lamdjadani (Nadit Alger) N° 13
- Abdelkader Boukhobza (MC Oran)
- Ahcene Moumène (USM Annaba)
- Nadir Larbaoui (USM Annaba)
- Azzedinne Bouzrar (DNC Alger)
- Saad Benabdellah (USM Blida)
- Mokhtar Hachaichia (USM Annaba)
- Ali Akacha (USM Annaba)
- Moussa Tsabet (JSM Skikda)
- Houcine Grief (JSM Skikda)
- Rabah Sayad (JSM Skikda)

entraîneur
- Mircea Costache II